# Barvínkovec růžový

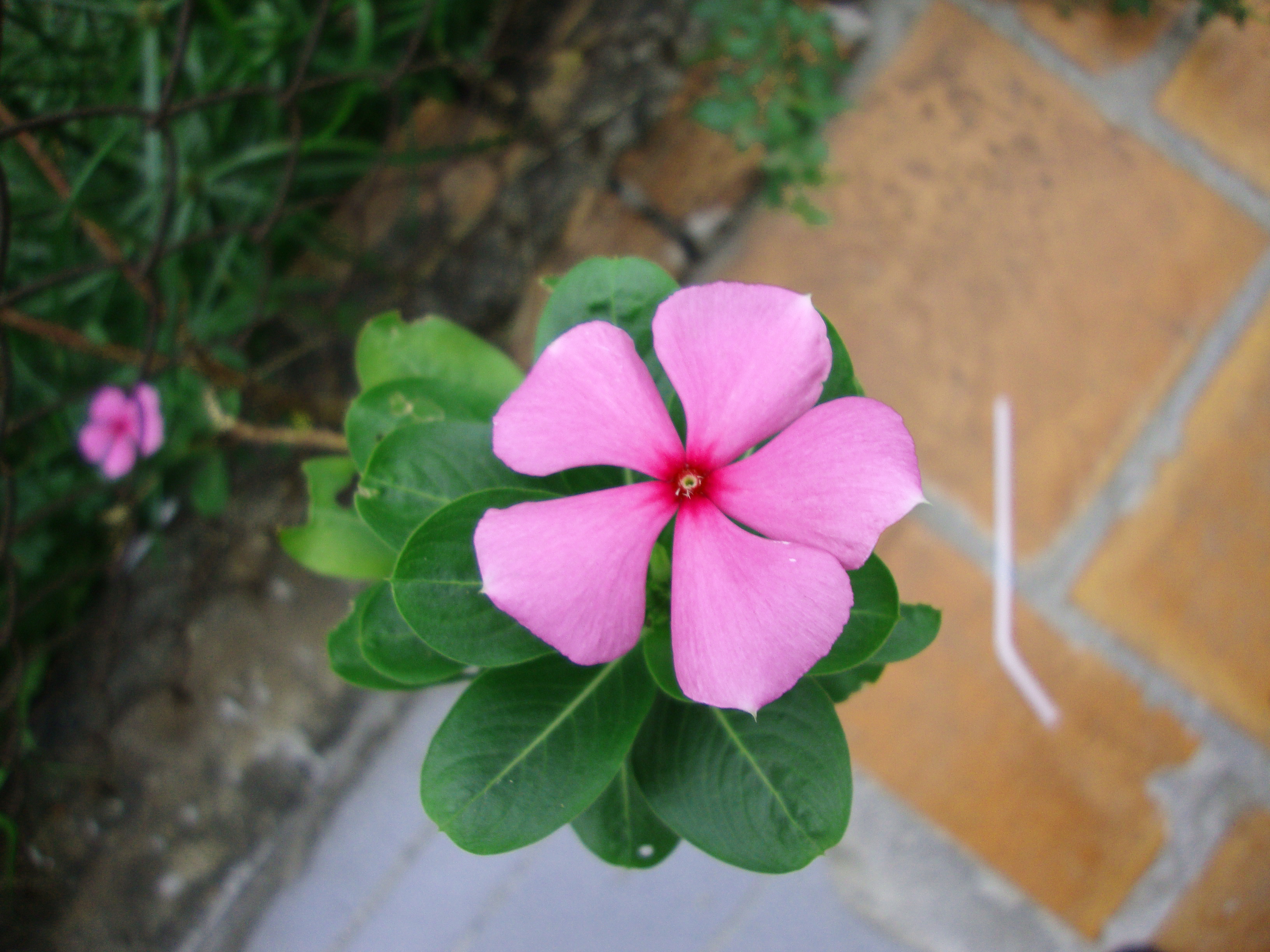
Květ barvínkovce růžového

Barvínkovec růžový (Catharanthus roseus) je stálezelena, nízká, tropická rostlina neúnavně kvetoucí četnými, asi 4 cm velkými květy růžovofialové barvy. Je jedním z osmi druhů rodu barvínkovec, které jsou téměř všechny původem z ostrova Madagaskar. Rostlina byla v minulosti pod jménem barvínek růžový (Vinca rosea) součásti rodu barvínek, později byla přeřazena do rodu barvínkovec.

## Rozšíření
Tato krásná a užitečná rostlina pochází z afrického Madagaskaru a díky hezkým květům a léčivým účinkům byla rozšířena do všech tropických i řady subtropických oblastí světa. Původně byla zavedena do okrasných zahrad a parků, tam zplaněla a dostala se do volné přírody; někdy se dokonce stává nekontrolovaně šířeným plevelem (např. na Floridě a Havaji). Ve Střední Evropě, kde je pro ni příliš chladné klima, bývá pěstována jako letnička nebo pokojovka.

## Ekologie
Planý barvínkovec se vyskytuje na pastvinách, loukách, ve světlých lesích i v pobřežních dunách a na narušených místech. Pěstovaný nejlépe roste v teplých, humózních, písčitých a dobře odvodněných půdách s dostatkem vápníku. Jen při vzcházení potřebuje rostlina občasnou zálivkou, zakořeněná je odolná vůči suchu. K růstu jí postačí polostín, ale aby nasadila hojnost celoročně se vytvářejících květů, potřebuje stanoviště s dostatkem slunce. V zemině bohaté na živiny tvoří hodně lodyh a málo květů.

## Popis
Vytrvalý, stálezelený polokeř dosahující výšky 30 až 60 cm. Od báze hustě rozvětvené lodyhy jsou plazivé, vystoupavé až vzpřímené a jsou porostlé vstřícnými, křižmostojnými, lesklými, tmavě zelenými listy s krátkými řapíky. Jejich slabě kožovité eliptické až obvejčité čepele bývají dlouhé 3 až 10 cm a široké 1 až 3 cm, u báze jsou zúžené, na vrcholu tupé a po obvodě celokrajné, mají světlou střední žilku a 7 až 11 párů žilek postranních. Z poraněné lodyhy prýští bílý latex.
Pětičetné květy na krátkých stopkách vyrůstají jednotlivě nebo po dvou až třech; jsou oboupohlavné. Bývají velké 3 až 5 cm a mají úzkou cylindrickou korunní trubku, téměř 3 cm dlouhou. Nežláznatý kalich má pět úzce podlouhlých šídlovitých plátků asi 5 mm dlouhých. Koruna nálevkovitého tvaru je tvořena pěti obvejčitými rozestálými plátky, v poupěti spirálovitě stočenými, které se překrývají směrem doleva a jsou zbarveny obvykle růžově s tmavším středem. Pět tyčinek přirostlých k vnitřku korunní trubky nese volné prašníky. Gyneceum je tvořeno dvěma semeníky s mnoha vajíčky. Společná štíhlá čnělka má širokou bliznu. Květy jsou přizpůsobeny k opylování hmyzem s dlouhým sosákem, např. motýly, kteří přilétají pro nektar uvolňovaný ze žlázek ve spodu květů. Druh je schopen také samoopylení. Ploidie druhu je 2n = 16.
Plodem je souplodí dvou úzce válcovitých, 2 až 3,5 cm dlouhých měchýřků. Ve zralosti měchýřky podélně pukají a uvolňují množství drobných hnědočerných bradavičnatých semen velkých asi 2 mm. Dozrávají průběžně celoročně, obdobně jako kvetou květy.

## Rozmnožování

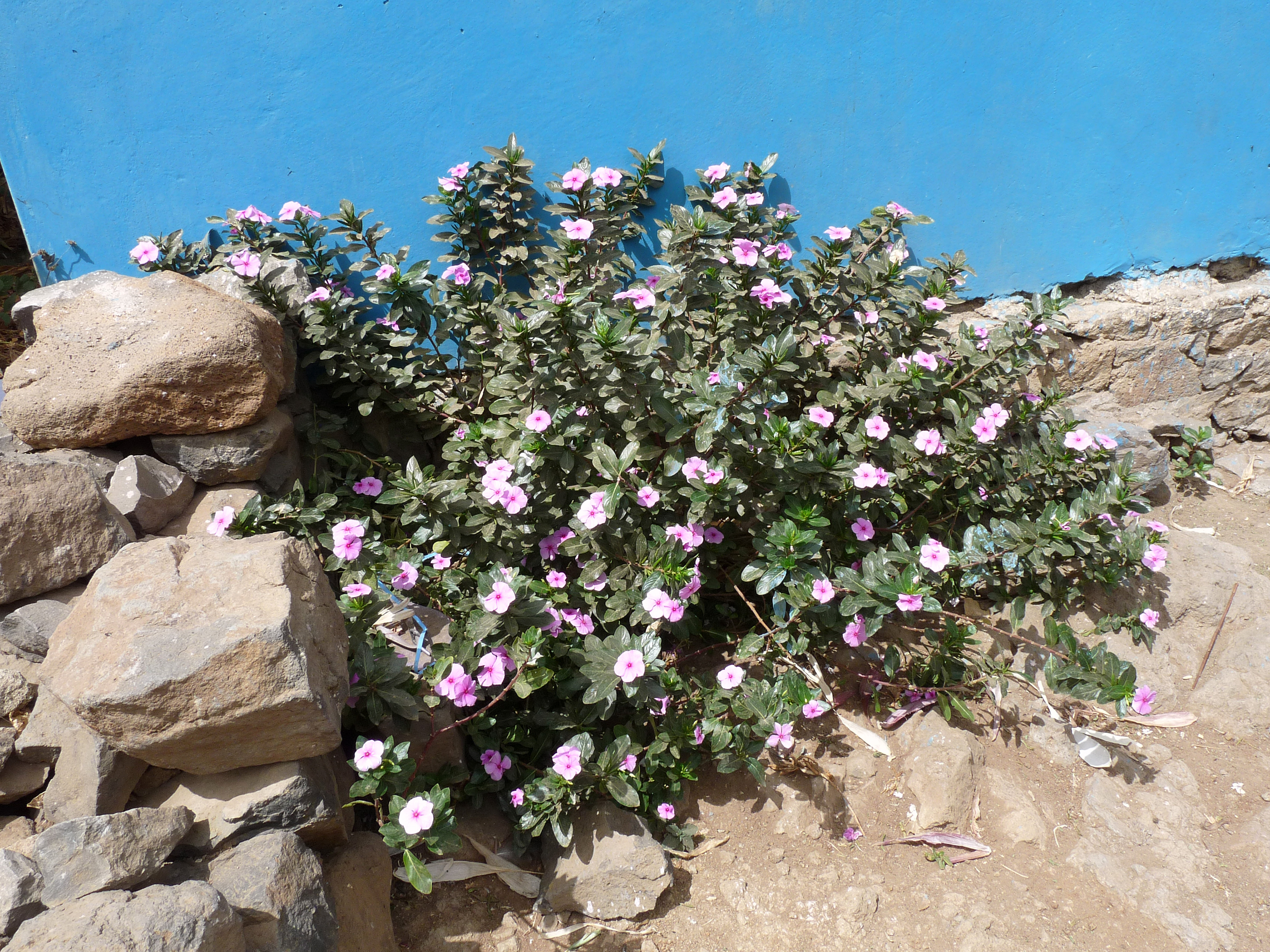
Barvínkovec růžový na Madagaskaru

V přírodě se rostliny rozšiřují převážně semeny, kterých produkují dostatek; bývají rozptylována větrem i vodou a s oblibou je roznášejí mravenci. Pěstované rostliny bývají rozmnožovány vrcholovými polovyzrálými řízky sázenými do kypré a vlhké půdy, nejlépe při spodním ohřevu a vysoké vzdušné vlhkosti. Množí se i semeny udržovanými do vyklíčení ve stínu, a to při teplotě okolo 25 °C. Za dobrých podmínek vyklíčí za dva až tři týdny. 

## Význam
Barvínkovec růžový je významný pro farmacii. V rostlině je obsaženo více než 70 alkaloidů, např. vinkristin je účinný v léčbě leukemie u dětí a vinblastin se používá při Hodgkinově nádorovém onemocnění mízních uzlin. O významnosti rostliny nelze pochybovat, neboť synteticky vyráběný vinkristin používaný k léčbě leukémie je ve srovnání s přírodním produktem účinný pouze z 20 %. Výtažky z rostlin se používají i při hypertenzi, diabetu a chorobách ledvin.[zdroj?]
V tropech se pěstuje jako okrasná stále kvetoucí rostlina lemující záhony i jako přenosná zeleň. Je považována za vhodnou půdopokryvnou rostlinu. Ve středoevropských podmínkách se používá jako letnička, brzy z jara se ve skleníku ze semen předpěstují mladé rostliny a s příchodem léta se vysadí na záhon. Barvínkovec lze pěstovat i jako pokojovou rostlinu umístěnou na plném slunci (s teplotou trvale nad 15 °C). Brzy na jaře je nutno rostlinu seříznout, aby se rozrostla a dobře kvetla.
Pro zahradní použití byly vyšlechtěny mnohé kultivary, z nichž některé jsou malého vzrůstu, kompaktní nebo mají překrývající se okvětní lístky. Také byla rozšířena barevná škála květů, existují světle růžové, sytě růžové, červené, fialové, bílé a často mívají kontrastní očko.

## Galerie

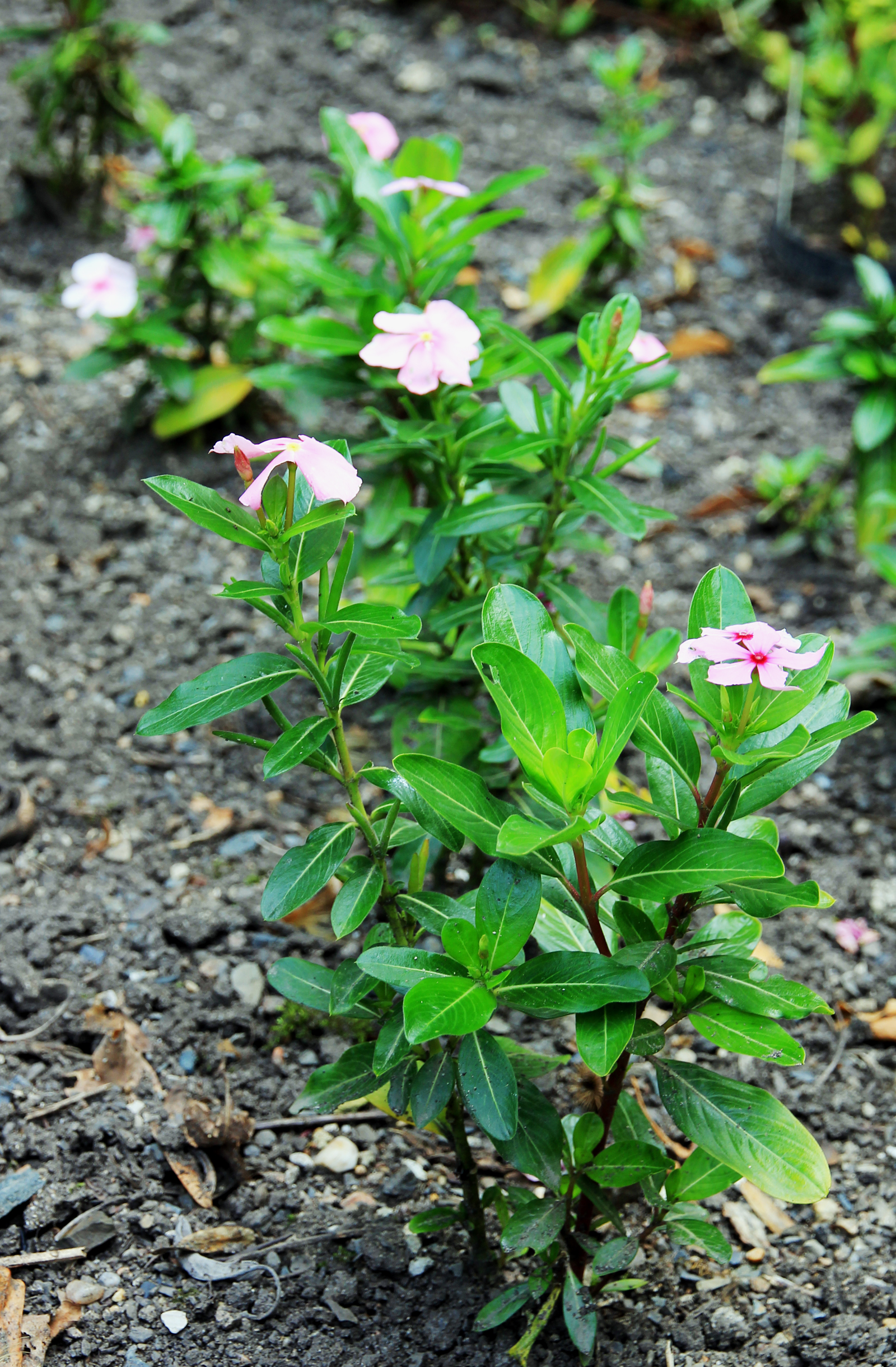
Kvetoucí rostlina
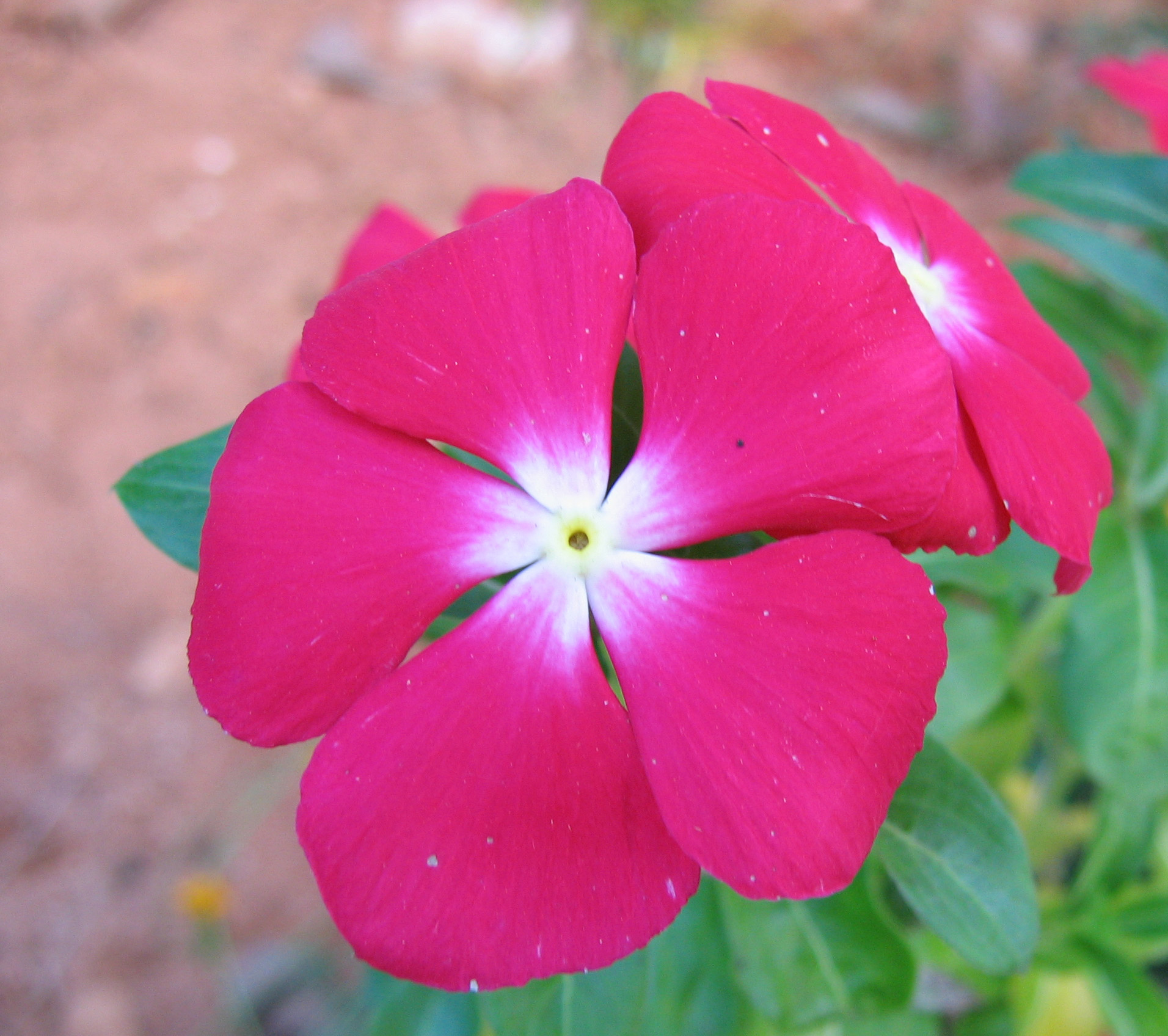
Červený květ s bílým očkem
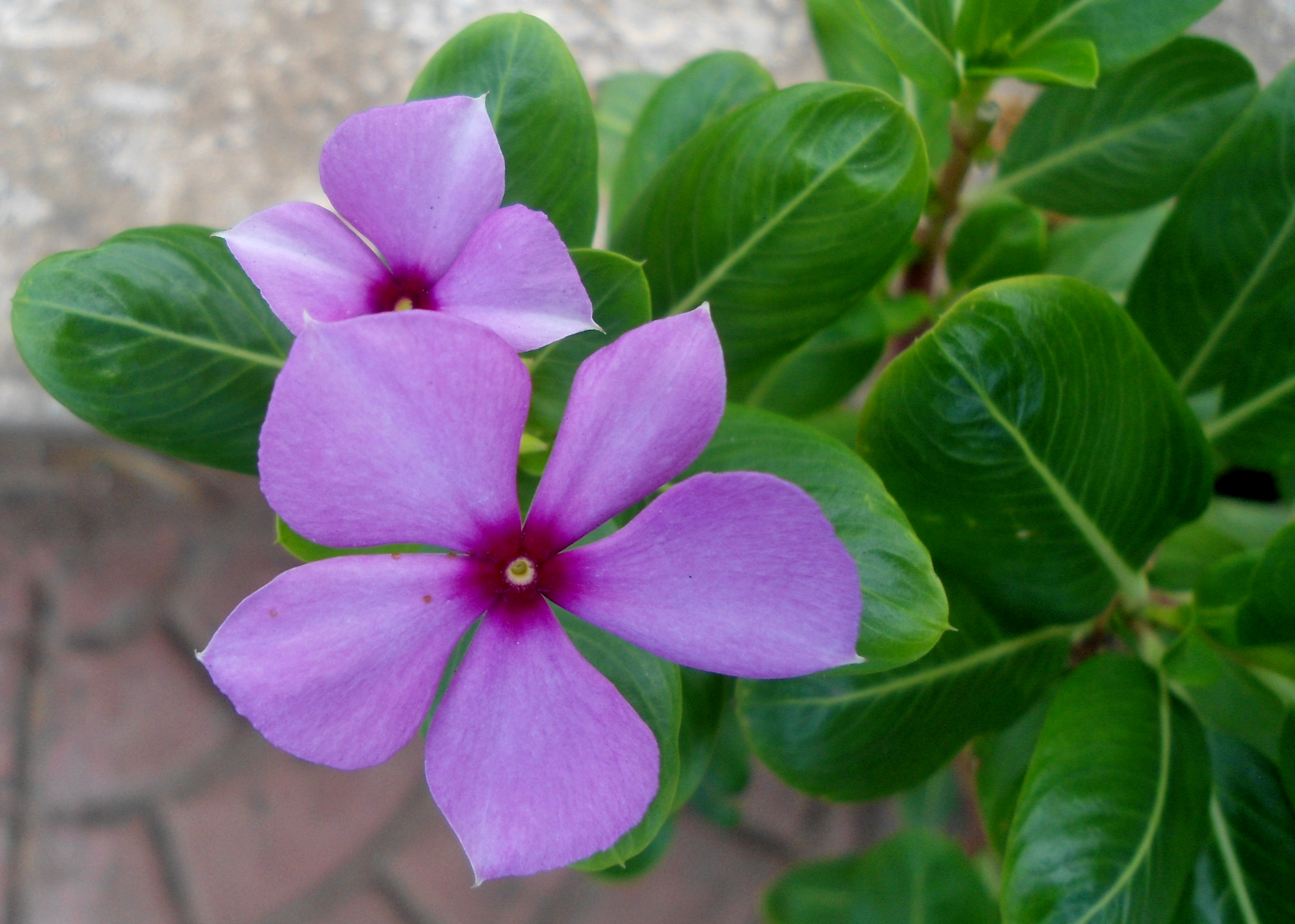
Fialový květ
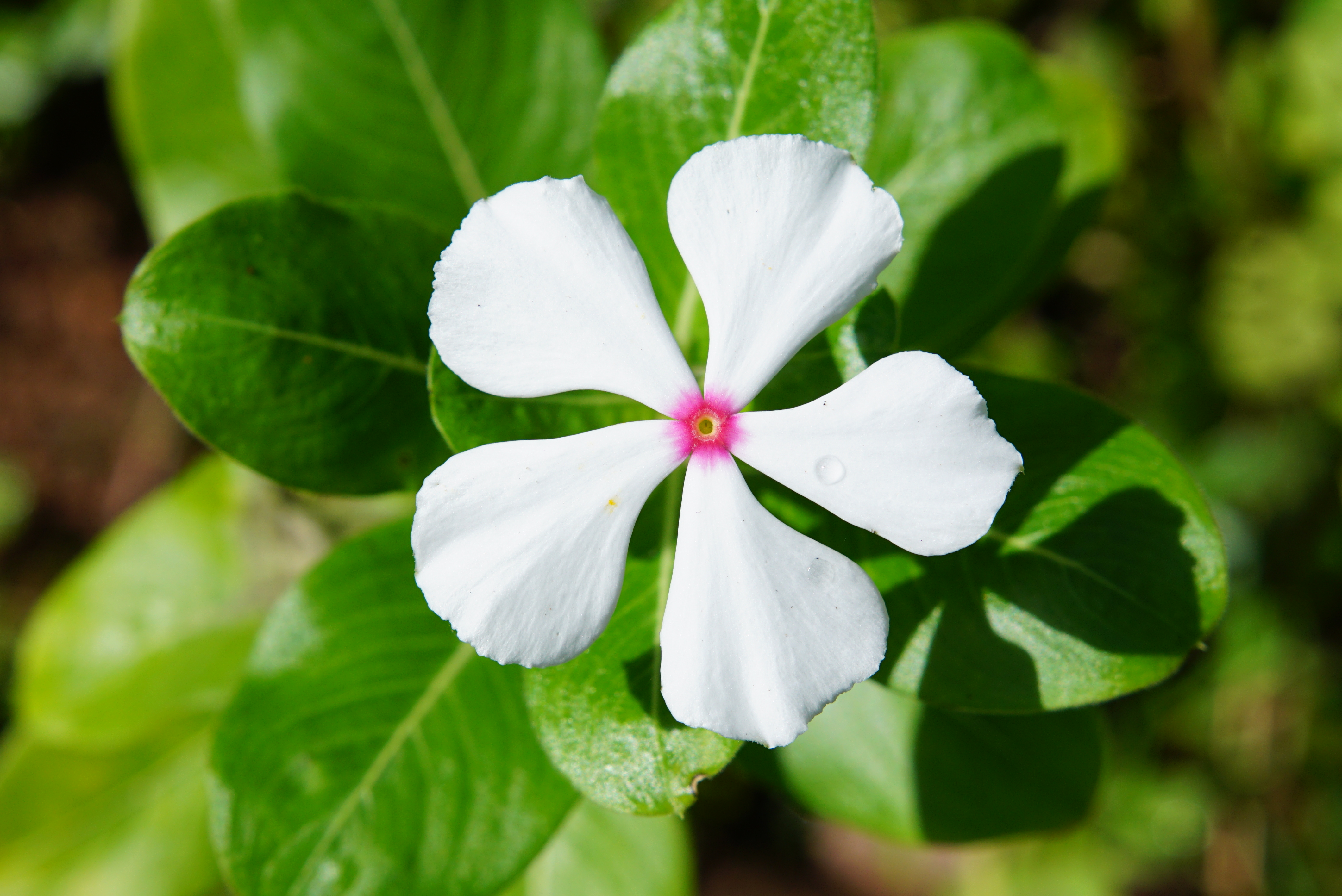
Bílý květ
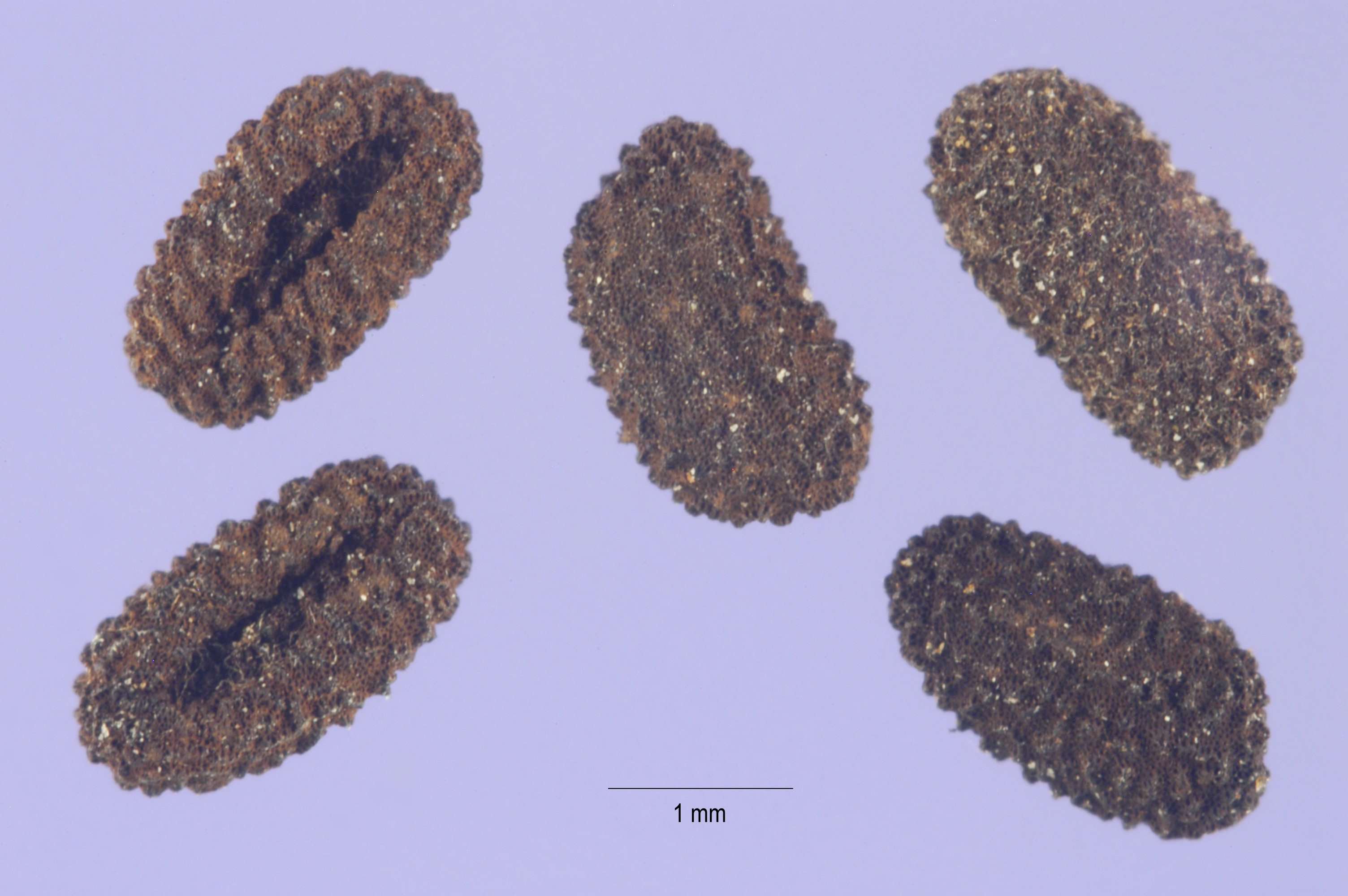
Semena